# Saints & Sinners (série télévisée, 2016)
Pour les articles homonymes, voir Saints and Sinners.
Saints & Sinners est une série télévisée américaine en 49 épisodes de 42 minutes créée par Ty Scott et diffusée entre le 6 mars 2016 et le 22 mai 2022 sur la chaîne Bounce TV.

## Synopsis
La série suit le quotidien des membres d’une église baptiste d’une petite ville de Géorgie. Les destins du pasteur Darryl Greene (David Banner) et du chef de chœur (Keith Robinson) seront croisés avec ceux de Lady Ella Johnson (Vanessa Bell Calloway).

## Distribution

### Acteurs principaux
- Vanessa Bell Calloway : Lady Ella Johnson
- Gloria Reuben : La Maire Pamela Clayborne
- Christian Keyes : Levi Sterling
- Jasmine Burke (en) : Dr Christie Johnson
- Clifton Powell : Rex Fisher
- Keith Robinson : Miles Calloway
- J. D. Williams : Jabari Morris
- David Banner : Pasteur Darryl Greene
- Tray Chaney (en) : Kendrick Murphy
- Demetria McKinney (en) : Tamara Austin/Tamara Austin Callaway
- Lisa Arrindell (en) : Rebecca Jourdan
- Emilio Rivera : Francisco Cooper
- Afemo Omilami : Noah St. Charles
- Donna Biscoe (en) : Lady Leona Byrd

## Épisodes

### Première saison (2016)
Cette saison de huit épisodes a été diffusée du 6 mars au 24 avril 2016.

### Deuxième saison (2017)
Cette saison de huit épisodes a été diffusée du 5 mars au 23 avril 2017.

### Troisième saison (2018)
Cette saison de huit épisodes a été diffusée du 8 avril au 27 mai 2018.

### Quatrième saison (2019)
Cette saison de huit épisodes a été diffusée du 7 juillet au 25 août 2019.

### Cinquième saison (2021)
Cette saison de huit épisodes a été diffusée au printemps 2021.

### Sixième saison (2022)
Cette dernière saison de huit épisodes a été diffusée au printemps 2022.